# 戦車第27連隊

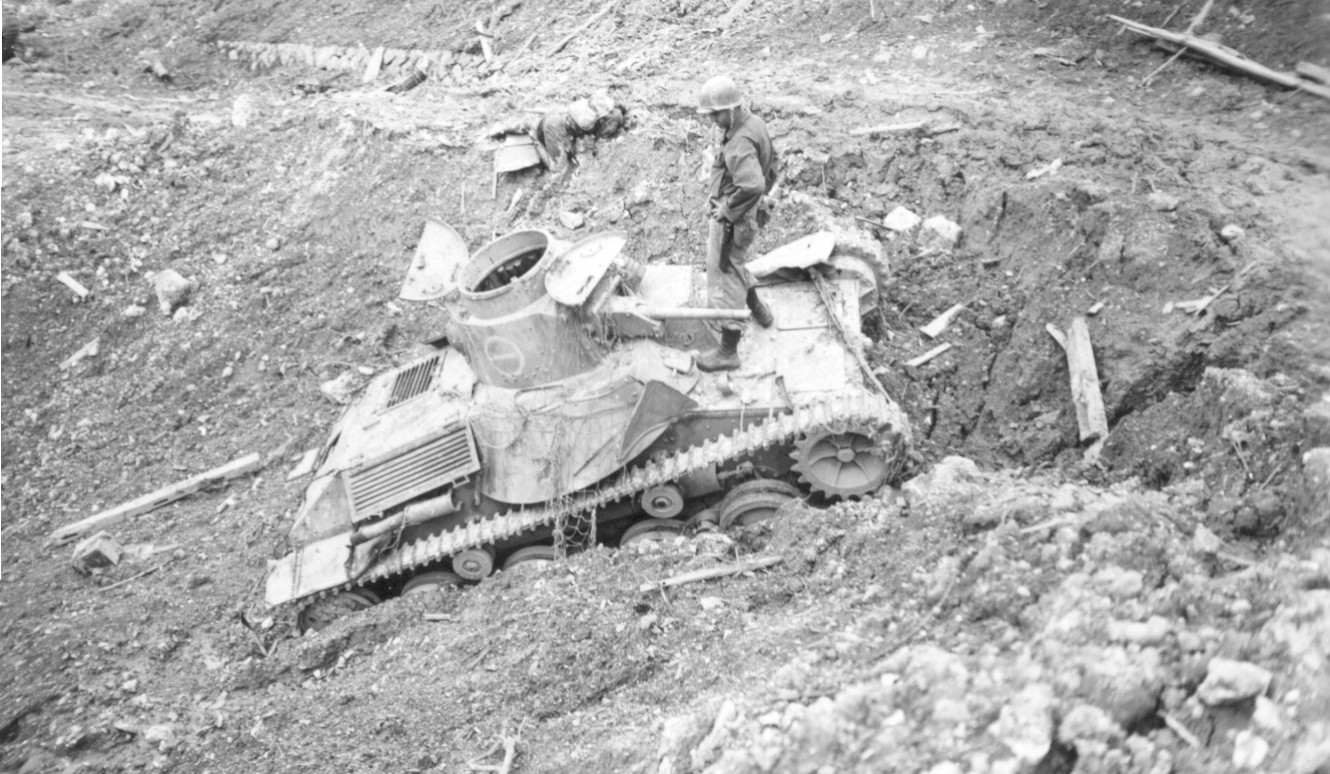
戦車第27連隊所属の九五式軽戦車。
1945年、沖縄戦において5月3日の総攻撃に参加し首里郊外の丘陵地帯で撃破された車両

戦車第27連隊は、大日本帝国陸軍の戦車連隊である。

## 概要
戦車第2師団の偵察部隊である師団捜索隊を抽出改編したもので、1944年（昭和19年）3月、満州にて編成され、同年7月には沖縄戦に備えて沖縄に移動して第32軍の隷下部隊となり、1945年（昭和20年）の沖縄戦においては宮古島を管轄する先島集団に分派されていた第3中隊と整備中隊の分遣隊を除く部隊が第32軍唯一の機甲戦力として奮戦したが、同年6月にはほぼ全滅した。
宮古島に分派されていた第3中隊および整備中隊分遣隊は、宮古島には米軍は上陸してこなかったために戦闘は経験せず、第32軍司令部の壊滅後に所属している先島集団が台湾の第10方面軍の直轄下に入り、先島集団所属のまま隷下部隊となった。その後も宮古島には米軍は上陸してこず、戦闘未経験のまま1945年8月15日の終戦を迎えた。

## 沿革
- 1944年（昭和19年）3月17日 - 軍令陸甲第31号により臨時動員下令。第2戦車師団長動員管理のもと満州にて編成、当初の編制人員875名。
  - 同年6月20日 - 陸亜機密第312号により人員700名に規制された。
  - 同年7月 - 沖縄に移動し第32軍に編入される。

- 1945年（昭和20年）5月3日 - 宮古島に配備された第3中隊を除く連隊主力は第32軍の反転攻勢に参加。所属戦車の殆どが撃破されて残存戦車6両となり、連隊はほぼ壊滅した[1]。

同年5月4日以降、残存部隊は首里防衛戦の重要拠点である石嶺丘陵の防衛に充てられ、残存戦車をトーチカとして運用し、隷下部隊の歩兵・砲兵中隊の機動的運用により米軍に大損害を与えた。
- 同年5月26日 - 全ての戦車を喪失 。
- 同年5月27日 - 連隊長村上乙中佐戦死。石嶺丘陵より撤退。
- 同年8月15日 - 第3中隊および整備中隊分遣隊は宮古島にて終戦を迎える。

## 歴代連隊長
- 連隊長　村上乙 中佐（陸士36期　愛媛県出身）

## 編成
- 連隊本部　人員約90名

九七式中戦車（チハ改）3輌
九五式軽戦車 1輌
- 第1中隊

人員約60名（3個小隊）　
- 九五式軽戦車 11輌

- 第2中隊

人員約70名（3個小隊）
九七式中戦車（チハ改）11輌
九五式軽戦車 1輌
- 第3中隊

人員約70名（3個小隊）
九七式中戦車（チハ改）11輌
九五式軽戦車 1輌
- 第4中隊

人員約70名
九七式車載機関銃 24丁
※第4中隊には戦車が配備されておらず、機関銃のみ装備の事実上の重火器部隊として編成されていた。
- 歩兵中隊

人員約120名
一式速射砲 2門
重機関銃 6丁
- 砲兵中隊

人員約150名　
九〇式野砲 4門
重機関銃 2丁
- 工兵小隊

人員約40名
車載機関銃 2丁
工兵器材各種
- 整備中隊

人員約120名